# Uromyces salmeae
Uromyces salmeae ist eine Ständerpilzart aus der Ordnung der Rostpilze (Pucciniales). Der Pilz ist ein Endoparasit des Korbblütlers Salmea scandens. Symptome des Befalls durch die Art sind Rostflecken und Pusteln auf den Blattoberflächen der Wirtspflanzen. Sie ist in Mittelamerika und der Karibik verbreitet.

## Merkmale

### Makroskopische Merkmale
Uromyces salmeae ist mit bloßem Auge nur anhand der auf der Oberfläche des Wirtes hervortretenden Sporenlager zu erkennen. Sie wachsen in Nestern, die als gelbliche bis braune Flecken und Pusteln auf den Blattoberflächen erscheinen.

### Mikroskopische Merkmale
Das Myzel von Uromyces salmeae wächst wie bei allen Uromyces-Arten interzellulär und bildet Saugfäden, die in das Speichergewebe des Wirtes wachsen. Ihre Spermogonien wachsen beidseitig auf der Oberfläche der Wirtsblätter. Die beidseitig wachsenden Aecien der Art wachsen in kleinen Gruppen und brechen leicht auf. Ihre gelblichen bis braunen Aeciosporen sind 32–45 × 23–26 µm groß, länglich bis ellipsoid und warzig. Die mehrheitlich blattunterseitig wachsenden Uredien des Pilzes sind zimtbraun oder dunkler. Die hell zimtbraunen Uredosporen sind 30–36 × 24–27 µm groß, eiförmig bis breitellipsoid und stachelwarzig. Die blattunterseitig wachsenden Telien der Art sind dunkel zimtbraun, kompakt und unbedeckt. Die gelblichen bis goldbraunen Teliosporen sind einzellig, in der Regel länglich bis ellipsoid, glatt und meist 38–50 × 17–22 µm groß. Ihre Stiele sind farblos und bis zu 65 µm lang.

## Verbreitung
Das bekannte Verbreitungsgebiet von Uromyces salmeae umfasst Guatemala und Puerto Rico.

## Ökologie
Die Wirtspflanze von Uromyces salmeae ist Salmea scandens. Der Pilz ernährt sich von den im Speichergewebe der Pflanzen vorhandenen Nährstoffen, seine Sporenlager brechen später durch die Blattoberfläche und setzen Sporen frei. Die Art durchläuft einen makrozyklischen Entwicklungszyklus mit Spermogonien, Aecien, Telien und Uredien. Als autoöker Parasit macht sie keinen Wirtswechsel durch.